# Englische Cricket-Nationalmannschaft in Neuseeland in der Saison 2001/02
Die Tour der englischen Cricket-Nationalmannschaft nach Neuseeland in der Saison 2001/02 fand vom 8. Februar bis zum 30. März 2002 statt. Die internationale Cricket-Tour war Teil der internationalen Cricket-Saison 2001/02 und umfasste drei Test Matches und fünf ODIs. Neuseeland gewann die ODI-Serie 3-2, die Testserie ging 1-1 aus.

## Vorgeschichte
Neuseeland spielte zuvor ein Drei-Nationen-Turnier in Australien, während England eine Tour in Indien bestritt. Das letzte Aufeinandertreffen der beiden Mannschaften bei einer Tour fand in der Saison 1996/97 in Neuseeland statt.

## Stadien
Für die Tour wurden folgende Stadien als Austragungsorte vorgesehen und am 2. August 2001 bekanntgegeben.
| Stadion                     | Stadt        | Kapazität | Spiele          |
| --------------------------- | ------------ | --------- | --------------- |
| Eden Park                   | Auckland     | 50.000    | 4. ODI; 3. Test |
| Jade Stadium                | Christchurch | 38.628    | 1. ODI; 1. Test |
| Carisbrook                  | Dunedin      | 29.000    | 5. ODI          |
| McLean Park                 | Napier       | 22.500    | 3. ODI          |
| Basin Reserve               | Wellington   | 11.000    | 2. Test         |
| Wellington Regional Stadium | Wellington   | 34.500    | 2. ODI          |

## Kader
England benannte seinen Test-Kader am 3. Januar 2002.
Neuseeland benannte seinen ODI-Kader am 10. Februar und seinen test-Kader am 8. März 2002.
| Test | Test | ODI | ODI |
| Neuseeland | England | Neuseeland | England |
| --- | --- | --- | --- |
| - Stephen Fleming (K) - Andre Adams - Nathan Astle - Ian Butler - Chris Cairns - Chris Drum - Chris Harris - Matt Horne - Craig McMillan - Chris Martin - Adam Parore (wk) - Mark Richardson - Daryl Tuffey - Daniel Vettori - Lou Vincent | - Nasser Hussain (K) - Mark Butcher - Andy Caddick - Andrew Flintoff - James Foster (wk) - Ashley Giles - Matthew Hoggard - Mark Ramprakash - Graham Thorpe - Marcus Trescothick - Michael Vaughan | - Stephen Fleming (K) - Andre Adams - Nathan Astle - Ian Butler - Chris Cairns - Chris Harris - Brendon McCullum - Craig McMillan - Chris Nevin (wk) - Daryl Tuffey - Daniel Vettori - Lou Vincent | - Nasser Hussain (K) - Andy Caddick - Paul Collingwood - Andrew Flintoff - James Foster (wk) - Ashley Giles - Darren Gough - Matthew Hoggard - Nick Knight - Owais Shah - Graham Thorpe - Marcus Trescothick - Michael Vaughan - Craig White |

## Tour Matches
| 8. Februar Scorecard | Hamilton | England XI 288-6 (50)                    | – | Northern Districts 293-7 (49.1) |
|                      |          | Northern Districts gewinnt mit 3 Wickets |   |                                 |

| 10. Februar Scorecard | Hamilton | Northern Districts 160 (49.2)    | – | England XI 163-5 (33.4) |
|                       |          | England XI gewinnt mit 5 Wickets |   |                         |

| 2.–4. März Scorecard | Queenstown | England XI 153 (49.4) & 257 (57.1) | – | Otago 150-6d (56) & 124-6 (42) |
|                      |            | Remis                              |   |                                |

| 7.–9. März Scorecard | Christchurch | Canterbury 212-8d (74.1) & 175-2 (73) | – | England XI 432-9d (106) |
|                      |              | Remis                                 |   |                         |

## One-Day Internationals

### Erstes ODI in Christchurch
| 13. Februar Scorecard | Christchurch | England 196 (40.2)               | – | Neuseeland 198-6 (38.3) |
|                       |              | Neuseeland gewinnt mit 4 Wickets |   |                         |

### Zweites ODI in Wellington
| 16. Februar Scorecard | Wellington | Neuseeland 244-8 (50)           | – | England 89 (37.2) |
|                       |            | Neuseeland gewinnt mit 155 Runs |   |                   |

### Drittes ODI in Napier
| 20. Februar Scorecard | Napier | England 244-5 (50)          | – | Neuseeland 201 (46.3) |
|                       |        | England gewinnt mit 43 Runs |   |                       |

### Viertes ODI in Auckland
| 23. Februar Scorecard | Auckland | England 193-6 (40/40)                    | – | Neuseeland 189 (38/40) |
|                       |          | England gewinnt mit 33 Runs (D/L method) |   |                        |

### Fünftes ODI in Dunedin
| 26. Februar Scorecard | Dunedin | England 218-8 (50)               | – | Neuseeland 223-5 (48.5) |
|                       |         | Neuseeland gewinnt mit 5 Wickets |   |                         |

## Test Matches

### Erster Test in Christchurch
| 13.–16. März Scorecard | Christchurch | England 228 (81.2) & 468-6d (96.4) | – | Neuseeland 147 (51.2) & 451 (93.3) |
|                        |              | England gewinnt mit 98 Runs        |   |                                    |

### Zweiter Test in Wellington
| 21.–25. März Scorecard | Wellington | England 280 (88.3) & 293-4d (65) | – | Neuseeland 218 (88.3) & 158-4 (84) |
|                        |            | Remis                            |   |                                    |

### Dritter Test in Auckland
| 30. März – 3. April Scorecard | Auckland | Neuseeland 202 (75.2) & 269-9d (63.1) | – | England 160 (45.4) & 233 (63) |
|                               |          | Neuseeland gewinnt mit 78 Runs        |   |                               |

## Statistiken
Die folgenden Cricketstatistiken wurden bei dieser Tour erzielt.
| Tests           | Tests      | Tests   | Tests   | Tests   | Tests   | Tests   | Tests   | Tests   |
| Batting         | Batting    | Batting | Batting | Batting | Batting | Batting | Batting | Batting |
| Spieler         | Mannschaft | Spiele  | Innings | Runs    | Average | HS      | 100s    | 50s     |
| --------------- | ---------- | ------- | ------- | ------- | ------- | ------- | ------- | ------- |
| Nathan Astle    | Neuseeland | 3       | 6       | 314     | 62,80   | 222     | 1       | 1       |
| Nasser Hussain  | England    | 3       | 6       | 280     | 56,00   | 106     | 1       | 2       |
| Graham Thorpe   | England    | 3       | 6       | 274     | 68,50   | 200*    | 1       | 0       |
| Andrew Flintoff | England    | 3       | 6       | 243     | 40,50   | 137     | 1       | 1       |
| Craig McMillan  | Neuseeland | 3       | 6       | 213     | 53,25   | 50*     | 0       | 1       |
| Bowling         |            |         |         |         |         |         |         |         |
| Spieler         | Mannschaft | Spiele  | Overs   | Wickets | Average | BBI     | 5W      | 10W     |
| Andy Caddick    | England    | 3       | 124.3   | 19      | 19,84   | 6/63    | 2       | 0       |
| Matthew Hoggard | England    | 3       | 119.2   | 17      | 23,64   | 7/63    | 1       | 0       |
| Chris Drum      | Neuseeland | 3       | 112.2   | 12      | 35,50   | 3/36    | 0       | 0       |
| Daryl Tuffey    | Neuseeland | 1       | 35      | 9       | 12,88   | 6/54    | 1       | 0       |
| Ian Butler      | Neuseeland | 2       | 63.3    | 9       | 32,00   | 4/60    | 0       | 0       |
| Andrew Flintoff | England    | 3       | 93      | 9       | 34,77   | 3/49    | 0       | 0       |

| ODIs            | ODIs       | ODIs    | ODIs    | ODIs    | ODIs    | ODIs    | ODIs    | ODIs    |
| Batting         | Batting    | Batting | Batting | Batting | Batting | Batting | Batting | Batting |
| Spieler         | Mannschaft | Spiele  | Innings | Runs    | Average | HS      | 100s    | 50s     |
| --------------- | ---------- | ------- | ------- | ------- | ------- | ------- | ------- | ------- |
| Nick Knight     | England    | 5       | 5       | 224     | 44,80   | 80      | 0       | 2       |
| Nathan Astle    | Neuseeland | 5       | 5       | 221     | 73,66   | 122*    | 1       | 1       |
| Graham Thorpe   | England    | 5       | 5       | 171     | 42,75   | 59*     | 0       | 2       |
| Craig McMillan  | Neuseeland | 5       | 5       | 152     | 30,40   | 69      | 0       | 1       |
| Stephen Fleming | Neuseeland | 5       | 5       | 135     | 33,75   | 76*     | 0       | 1       |
| Bowling         |            |         |         |         |         |         |         |         |
| Spieler         | Mannschaft | Spiele  | Overs   | Wickets | Average | BBI     | 5W      | 10W     |
| Darren Gough    | England    | 5       | 44.3    | 13      | 14,38   | 4/44    | 0       | 0       |
| Chris Cairns    | Neuseeland | 5       | 41      | 11      | 16,00   | 3/32    | 0       | 0       |
| Andre Adams     | Neuseeland | 5       | 40.2    | 8       | 21,62   | 3/13    | 0       | 0       |
| Andrew Flintoff | England    | 5       | 41.5    | 7       | 26,14   | 4/17    | 0       | 0       |
| Matthew Hoggard | England    | 4       | 32      | 6       | 24,66   | 2/27    | 0       | 0       |
| Craig White     | England    | 5       | 36      | 6       | 29,66   | 2/30    | 0       | 0       |
| Daryl Tuffey    | Neuseeland | 5       | 43      | 6       | 30,66   | 3/42    | 0       | 0       |

## Player of the Match
Als Player of the Match wurden die folgenden Spieler ausgezeichnet.
| Spiel   | Player of the Match |
| ------- | ------------------- |
| 1. ODI  | Nathan Astle        |
| 2. ODI  | Andre Adams         |
| 3. ODI  | Paul Collingwood    |
| 4. ODI  | Andrew Flintoff     |
| 5. ODI  | Nathan Astle        |
| 1. Test | Graham Thorpe       |
| 2. Test | Andy Caddick        |
| 3. Test | Daryl Tuffey        |